# Rafaela Silva
Rafaela Lopes Silva (Rio de Janeiro, 24 d'abril de 1992) és una judoka brasilera, que competeix en la categoria de pes lleuger (actualment -57 Kg). Ha participat en 3 Olimpíades, guanyant la medalla d'or als Jocs Olímpics de Rio i el bronze per equips a París 2024. A més, ha guanyat 6 medalles (2 d'or) en els Campionats del Món, 2 medalles (1 d'or) en els Jocs Panamericans i 12 medalles (4 d'or) en els Campionats Panamericans.

## Biografia
Silva va créixer a Cidade de Deus (Rio de Janeiro), on va començar a jugar a futbol als carrers del seu barri. No obstant, amb 7 anys ja va començar a practicar el judo.
El primer èxit esportiu de la judoka brasilera va arribar quan va aconseguir la medalla d'argent al Campionat del Món de 2011, disputat a París. Va participar en els Jocs de Londres 2012, però no va passar de la ronda preliminar. En el transcurs dels Campionats del Món de 2013, disputats a Rio de Janeiro, Silva es va convertir en la primera dona brasilera en aconseguir una medalla d'or pel seu país en un Campionat del Món, després de derrotar la nord-americana Marti Malloy a la final. Més tard, en el marc dels Jocs Olímpics de 2016, Silva va tornar a guanyar la medalla d'or, aquest cop derrotant a la mongola Sumiya Dorjsuren a la final.

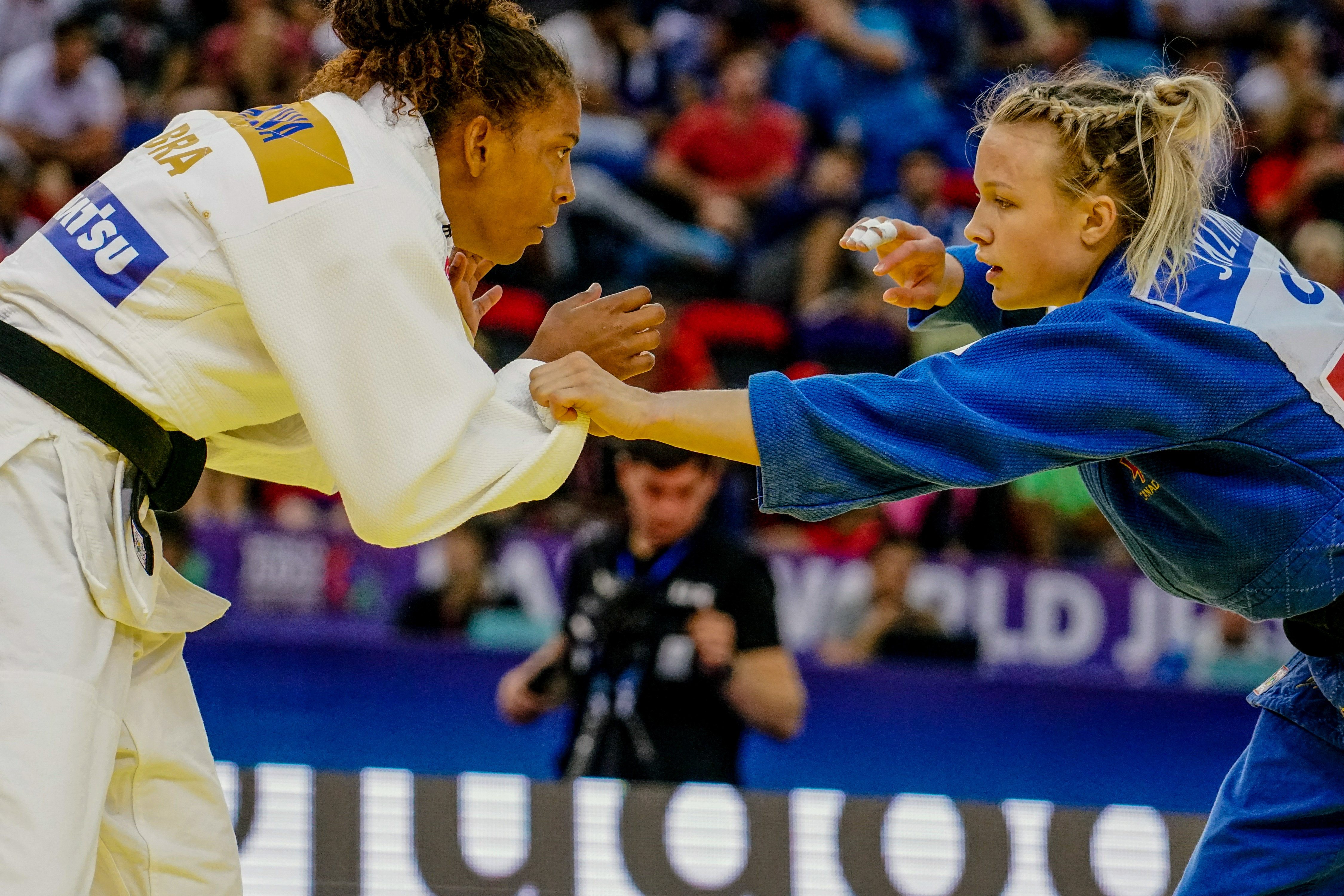
Al Campionat del Món de 2018.

L'any 2019, després de guanyar la medalla d'or als Jocs Panamericans de Lima, va donar positiu en fenoterol (un medicament utilitzat per l'asma) i tot i que va donar negatiu després d'aconseguir dues medalles de bronze al Campionat del Món de Tòquio, va ser sancionada sense competir durant dos anys i va haver de retornar totes tres medalles. Un cop el Tribunal d'Arbitratge de l'Esport va refermar la suspensió, que la impossibilitava participar en els Jocs de Tòquio, va decidir competir en les Arts Marcials Mixtes.
L'any 2022 tornava a competir en judo, guanyant la medalla d'or en el Campionat del Món de Taixkent. Un any més tard, aconsegueix guanyar als Jocs Panamericans de Santiago, sent la primera judoka brasilera de la història que guanya els 3 grans títols (Olimpíades, Campionat del Món i Jocs Panamericans). Als Jocs Olímpics de París 2024, la carioca va disputar novament la competició dels -57 kg, on no va poder superar la semifinal i va quedar-se sense medalla. Dies després, va ser una de les components de l'equip mixt que, aquest cop sí, va aconseguir la medalla de bronze.

## Palmarès
| Jocs Olímpics        | Jocs Olímpics  | Jocs Olímpics | Jocs Olímpics |
| Any                  | Seu            | Posició       | Categoria     |
| -------------------- | -------------- | ------------- | ------------- |
| 2012                 | Londres        | 2a ronda      | -57 Kg        |
| 2016                 | Rio de Janeiro | 1             | -57 Kg        |
| 2024                 | París          | 5a posició    | -57 Kg        |
| 2024                 | París          | 3             | Equip mixt    |
| Campionat del Món    |                |               |               |
| 2009                 | Rotterdam      | 5a posició    | -57 Kg        |
| 2010                 | Tòquio         | 1a ronda      | -57 Kg        |
| 2011                 | París          | 2             | -57 Kg        |
| 2012                 | Salvador       | 3             | Equip femení  |
| 2013                 | Rio de Janeiro | 1             | -57 Kg        |
| 2013                 | Rio de Janeiro | 2             | Equip femení  |
| 2014                 | Txeliàbinsk    | 5a posició    | -57 Kg        |
| 2015                 | Astanà         | 2a ronda      | -57 Kg        |
| 2017                 | Budapest       | 2a ronda      | -57 Kg        |
| 2017                 | Budapest       | 2             | Equip femení  |
| 2018                 | Bakú           | 1a ronda      | -57 Kg        |
| 2019                 | Tòquio         | DSQ (3a)      | -57 Kg        |
| 2019                 | Tòquio         | DSQ (3a)      | Equip mixt    |
| 2022                 | Taixkent       | 1             | -57 Kg        |
| 2023                 | Doha           | 2a ronda      | -57 Kg        |
| Jocs Panamericans    |                |               |               |
| 2015                 | Toronto        | 3             | -57 Kg        |
| 2019                 | Lima           | DSQ (1a)      | -57 Kg        |
| 2023                 | Santiago       | 1             | -57 Kg        |
| Campionat Panamericà |                |               |               |
| 2011                 | Guadalajara    | 3             | -57 Kg        |
| 2012                 | Montreal       | 1             | -57 Kg        |
| 2013                 | San José       | 1             | -57 Kg        |
| 2014                 | Guayaquil      | 2             | -57 Kg        |
| 2015                 | Edmonton       | 2             | -57 Kg        |
| 2016                 | L'Havana       | 3             | -57 Kg        |
| 2017                 | Panamà         | 2a ronda      | -57 Kg        |
| 2019                 | Lima           | 2             | -57 Kg        |
| 2022                 | Lima           | 3             | -57 Kg        |
| 2023                 | Calgary        | 2             | -57 Kg        |
| 2024                 | Rio de Janeiro | 1             | -57 Kg        |
| 2025                 | Santiago       | 3             | -63 Kg        |
| 2025                 | Santiago       | 1             | Equips mixt   |